# Goryphus brahminus
Goryphus brahminus är en stekelart som först beskrevs av Cameron 1904.  Goryphus brahminus ingår i släktet Goryphus och familjen brokparasitsteklar. Inga underarter finns listade i Catalogue of Life.